# Kevin Brands
Kevin Brands (* 28. März 1988 in Waalwijk) ist ein niederländischer Fußballspieler.

## Karriere
Das Fußballspielen lernte Kevin Brands in den Jugendmannschaften der Vereine RKC Waalwijk und FC Den Bosch in den Niederlanden. Seinen ersten Vertrag unterschrieb er 2008 beim niederländischen Erstligisten AZ Alkmaar. Bei Alkmaar kam er nicht zum Einsatz und wurde von 2009 bis 2011 an den Zweitligisten Telstar ausgeliehen. Nach der Ausleihe wurde er von Telstar fest verpflichtet. Nach 90 Spielen für Telstar wechselte er 2012 nach Tilburg zu Willem II Tilburg, einem Verein, der in der ersten Liga, der Eredivisie, spielte. Hier wurde er von 2013 bis 2015 an den SC Cambuur, seinen ehemaligen Verein Telstar und den FC Volendam ausgeliehen. Die Saison 2015/2016 spielte er bei NAC Breda. Bei Go Ahead Eagles Deventer spielt er die Hinserie der Saison 2016/2017. 2017 wechselt er in die Türkei, wo er sich Samsunspor, einem Verein der TFF 1. Lig, der Zweiten Liga des Landes, anschloss. Im August 2018 ging er wieder in seine Heimat und unterschrieb einen Vertrag bei Almere City. Hier spielte er ebenfalls nur die Hinserie. 2018 verließ er die Niederlande und unterschrieb einen Vertrag auf Bali bei Bali United. Im März wurde der Vertrag bei Bali United aufgelöst. Bis Anfang September war Kevin vereinslos. Im September 2018 schloss er sich in den Niederlanden dem Viertligisten VV Sint Bavo an. Nach nur vier Monaten verließ er im Januar 2019 den Verein und wechselte nach Thailand. Hier unterschrieb er einen Vertrag beim Lampang FC, einem Verein, der in der zweiten Liga des Landes, der Thai League 2, spielte. Mitte 2020 wurde sein Vertrag aufgelöst. Für Lampang absolvierte er 34 Zweitligaspiele. Vom 1. Juli 2020 bis 30. Juni 2021 war Kevin Brands vertrags- und vereinslos. Am 1. Juli 2021 unterschrieb er in den Niederlanden einen Vertrag beim OJC Rosmalen in Rosmalen. Nach zwei Spielzeiten wechselte er am 1. Juli 2023 nach ’s-Hertogenbosch zum CHC Den Bosch.

## Sonstiges
Kevin Brands ist der Sohn von Marcel Brands, der aktuell den Posten des Geschäftsführers beim PSV Eindhoven innehat.